# Ibiá (kommun)
Ibiá är en kommun i Brasilien.   Den ligger i delstaten Minas Gerais, i den sydöstra delen av landet, 400 km söder om huvudstaden Brasília. Antalet invånare är 23 265.
Följande samhällen finns i Ibiá:
- Ibiá

Omgivningarna runt Ibiá är huvudsakligen savann. Runt Ibiá är det glesbefolkat, med 11 invånare per kvadratkilometer.